# Miroși
Miroși is een Roemeense gemeente in het district Argeș.
Miroși telt 2672 inwoners.